# Pierre-Yves Beaurepaire
Pour les articles homonymes, voir Beaurepaire.

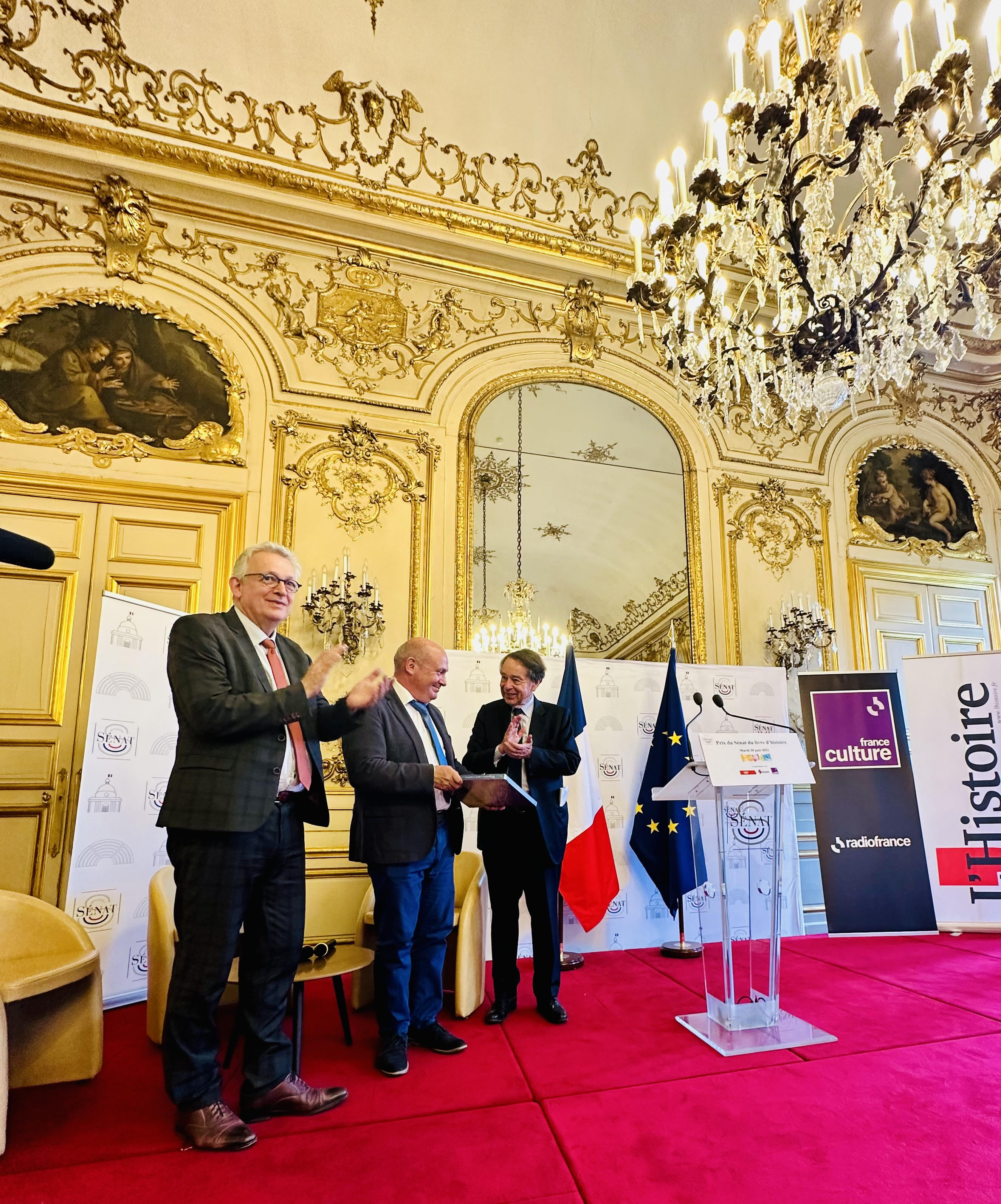
Prix du Sénat du Livre d'histoire, édition 2023

Pierre-Yves Beaurepaire, né le 9 février 1968 est un historien français, spécialisé en histoire culturelle de l'Europe et du monde au siècle des Lumières. Professeur d'histoire à l'Université Côte d'Azur, membre de l’Institut universitaire de France. Coordinateur du programme national de recherche « Circulations, Territoires et Réseaux en Europe de l’Age classique aux Lumières ».
Il a étudié la franc-maçonnerie comme phénomène socio-culturel global au XVIIIe siècle, les sociabilités mondaines, savantes et culturelles, la transition entre les jeux d'adresse et le sport, les réseaux de correspondance et d'influence, les « ego-documents (de) », et développe de nouveaux outils de recherche : bases de données relationnelles, instrumentation électronique et cartographie dynamiques des réseaux. À partir de l'observatoire du Pacifique occidental, il s'oriente aujourd'hui vers une histoire du monde au siècle des Lumières attentive aux circulations extra-européennes.

## Biographie
Né en 1968, Pierre-Yves Beaurepaire soutient sa thèse en 1997, sous la direction d'Alain Lottin, sur L'Autre et le Frère. L'Étranger et la franc-maçonnerie au XVIIIe siècle, qui a obtenu le prix Le Monde de la recherche universitaire. Il a présenté son habilitation à diriger des recherches  en 2002.
Il est membre de l'Institut universitaire de France ( junior : 2007-2009 ; 2012-2015 et senior depuis 2021) et lauréat de la Japanese Society for the Promotion of Science. Il a enseigné à l'université d'État de San Francisco, à l'université de Tokyo, à l'université de Tunis et à l'université libre de Bruxelles et a participé au développement de l'université de la Nouvelle-Calédonie.
Depuis 2003, il est professeur d'histoire moderne à l'université de Nice Sophia-Antipolis aujourd'hui Université Côte d'Azur, où il a dirigé le Centre de la Méditerranée moderne et contemporaine.
À partir de 2009, il a coordonné  le programme Circulation, Territoires et Réseaux en Europe de l'Âge classique aux Lumières (ANR CITERE=).
Pierre-Yves Beaurepaire est l'auteur d'une vingtaine d'ouvrages personnels dont certains ont été traduits en arabe, espagnol, japonais ou encore bulgare, et coédité six volumes collectifs. Il a créé les collections « Les Méditerranées » et « Franc-maçonneries » aux éditions Classiques Garnier. Il a publié La France des Lumières (1715-1789) (839 p.) dans la collection Histoire de France dirigée par Joël Cornette aux éditions Belin et plusieurs atlas aux éditions Autrement : l'Atlas de la Révolution française avec Silvia Marzagalli (3 éditions) ; l'Atlas de l'Europe moderne de la Renaissance aux Lumières.
Le 25 avril 2017, il fait partie des signataires d'une tribune de chercheurs et d'universitaires annonçant avoir voté Emmanuel Macron au premier tour de l'élection présidentielle française de 2017 et appelant à voter pour lui au second, en raison notamment de son projet pour l'enseignement supérieur et la recherche.
En tant que spécialiste du siècle des Lumières, il a participé comme expert aux épisodes Le Régent, un libertin sur le trône de France et Voltaire ou la liberté de penser dans l'émission Secrets d'Histoire présentée par Stéphane Bern sur France 2.
En 2022, il publie Les Illuminati. De la société secrète aux théories du complot. Plusieurs émissions lui sont consacrées, C à vous l'Hebdo, un hors-série des Déconspirateurs (Conspiracy Watch) , le Cours de l'Histoire (Illuminati, à l'ombre d'un fantasme) sur France Culture , ainsi que l'épisode Les Illuminati ou l'éternel complotisme dans l'émission Concordance des Temps sur France Culture.
Le 20 juin 2023, il obtient le Prix du Sénat du livre d'histoire .

## Publications

### Ouvrages de recherche
- Les Francs-Maçons à l’orient de Clermont-Ferrand au XVIIIe siècle, Clermont-Ferrand, Université Blaise-Pascal, Institut d’Études du Massif Central, 1991, volume XLI, 365 p.
- L’Autre et le Frère. L’Étranger et la Franc-maçonnerie en France au XVIIIe siècle, Paris, Honoré Champion, Les dix-huitièmes siècles 23, 1998, 872 p.
- L’Europe des francs-maçons (XVIIIe – XXIe siècles), Paris, Belin, Europe & Histoire, 2002, 325 p.
- Nobles jeux de l’arc et loges maçonniques dans la France des Lumières. Enquête sur une sociabilité en mutation, Montmorency, Ivoire-clair, « les architectes de la connaissance », 2002, 245 p.
- L’Espace des francs-maçons. Une sociabilité européenne au XVIIIe siècle, Rennes, Presses universitaires de Rennes, Histoire, 2003, 231 p.
- Le Mythe de l’Europe française. Diplomatie, culture et sociabilités au temps des Lumières, Paris, Autrement, collection « Mémoires », 2007, 304 p.
- Les  francs-maçons au siècle des Lumières, ouvrage original en japonais, Préface de Katsumi Fukasawa, Tôkyô, Éditions Yamakawa-Shuppansha, Yamakawa Lectures 005, 2009, 148 p.  (ISBN 978-4-634-47505-2)
- La communication en Europe de l'âge classique au siècle des Lumières, Paris, Éditions Belin, 2014, 364 p.  (ISBN 978-2-7011-8252-0)
- La République universelle des francs-maçons des Lumières aux Révolutions, Paris, Éditions Dervy, collection «L'univers maçonnique», 2018, 342 p.  (ISBN 979-10-242-0258-7)
- Les Lumières et le Monde. Voyager, explorer, collectionner, Paris, Éditions Belin, collection Histoire, 2019, 320 p.  (ISBN 978-2-7011-9435-6)
- Les Illuminati. De la société secrète aux théories du complot, Paris, Tallandier, 2022, 336 p.  (ISBN 979-10-210-4845-4).
- Les sociétés secrètes. Des Rose-Croix aux Anonymous. XVIIe-XXIe siècle, Paris, Tallandier, 2025, 336 p.  (ISBN 979-10-210-5667-1).

### Ouvrages de synthèse
- Avec Charles Giry-Deloison, La Terre et les Paysans en France et en Grande-Bretagne XVIIe – XVIIIe siècles, Neuilly, Atlande, 1999, 351 p.
- La Plume et le Compas au siècle de l’Encyclopédie. Franc-maçonnerie et culture de la France des Lumières à la France des notables, Paris, EDIMAF, 2000, 128 p.
- L’Europe des Lumières, Paris, Presses universitaires de France, coll. « Que sais-je ? » no 3715, 2004, 128 p. 2e édition 2013 (traduction en langue arabe, 2007, en espagnol en 2009)
- avec Silvia Marzagalli, Atlas de la Révolution française, éditions Autrement, collection « Atlas », septembre 2010.
- L'Europe au siècle des Lumières, Paris, Ellipses, 2011, 192 p.
- avec Pierrick Pourchasse, Les circulations internationales en Europe années 1680-années 1780, Rennes, Presses universitaires de Rennes, 2010, Histoire, 450 p.
- La France des Lumières 1715-1789, Paris, Belin, collection Histoire de France, 2011, 839 p.
- Franc-maçonnerie et sociabilité au siècle des Lumières, Paris, Edimaf, 2013.
- Dictionnaire de la Franc-maçonnerie, Paris, Éditions Armand Colin, 2014, 336 p. (ISBN 978-2-200-24839-0)
- Marie-Antoinette, Paris, Éditions Payot & Rivages, collection « Biographie Gourmande », 2016, 171 p. (ISBN 978-2-2289-1661-5)
- Atlas de l'Europe moderne. De la Renaissance aux Lumières , Paris, Éditions Autrement, collection « Atlas », 2019, 95 p. (ISBN 978-2-7467-4789-0)

### Édition scientifique d’actes de colloques internationaux
- La Plume et la Toile. Pouvoirs et réseaux de correspondance dans l’Europe des Lumières, Arras, Artois Presses Université, Histoire, 2002, 346 p.
- Avec Dominique Taurisson, Les Ego-documents  à l’heure de l’électronique. Nouvelles approches des espaces et des réseaux relationnels, Montpellier, Presses universitaires de Montpellier, 2003, 555 p[13].
- Crises, conflits et guerres en Méditerranée (XVIe – XXe siècles). Histoire et géostratégie, Cahiers de la Méditerranée, 2005, no 70-71, 193 p., 243 p.
- La Franc-maçonnerie en Méditerranée (XVIIIe – XXIe siècle). Circulations, modèles, transferts, Cahiers de la Méditerranée, 2006, no 72, 420 p.
- Avec Jens Häseler et Antony McKenna, Réseaux de correspondance à l’âge classique (XVIe – XVIIIe siècle), Saint-Étienne, Publications de l’université de Saint-Étienne, 2006, 382 p.
- Entrer en communication de l'âge classique aux Lumières, Paris, Classiques Garnier, 2012, 347 p. (ISBN 978-2-8124-0789-5)
- Avec Katsumi Fukasawa et Benjamin J. Kaplan, Religious Interactions in Europe and the Mediterranean World. Coexistence and Dialogue from the Twelfth to the Twentieth Centuries, Abingdon, Routledge, 2017, 343 p. (ISBN 978-1-138-74320-5)
- Avec Philippe Bourdin et Charlotta Wolff, Moving scenes: the circulation of music and theatre in Europe, 1700-1815, Oxford, Oxford University Studies in the Enlightenment, "Voltaire Foundation", 2018, 391 p. (ISBN 978-0-7294-1206-3)

### Éditions électroniques
- Avec Valérie Duhal, L’Europe des Lumières, le voyage du jeune prince russe M. N. Golitsyn dans l’Europe des Lumières, cédérom, Arras, 2001, Université d’Artois, Bureau des nouvelles Technologies éducatives.

### Contributions à des ouvrages en collaboration (sauf actes de colloques)
- Encyclopédie de la Franc-maçonnerie, Paris, Librairie générale française, « Encyclopédies d’aujourd’hui », 2000, 982 p. (45 articles signés P.-Y. Beaurepaire).
- Luis P. Martin (dir.), Les Francs-Maçons dans la cité. Les cultures politiques de la franc-maçonnerie XVIIIe – XXe siècles, Rennes, Presses Universitaires de Rennes, 2000.
- Les Nobles Jeux d’arc à la fin de l’Ancien Régime : miroir d’une sociabilité en mutation, Société et religion en France et aux Pays-Bas XVe – XIXe siècle, Mélanges en l’honneur d’Alain Lottin, textes réunis par Gilles Deregnaucourt, Arras, Artois Presses Université, Histoire, 2000, p. 539-551.
- Des Lumières à la Restauration. La tentation académique et l’exigence d’utilité publique des élites maçonniques arrageoises au XIXe siècle, Arras, le savoir et la curiosité. Aspects de la vie culturelle dans une ville-préfecture au XIXe siècle, Mémoires de l’Académie des sciences, lettres et arts d’Arras, 6e série, tome III, Arras, 2000, p. 21-31.
- Alain Montandon (dir.), Le livre de l’hospitalité. Accueil de l’étranger dans l’histoire des cultures, Paris, Bayard, 2004, p. 1550-1570.
- «‘Grand Tour’, ‘République des Lettres’ et reti massoniche : une cultura della mobilità nell’Europe dei Lumi », in Storia d’Italia, Annali 21, La Massoneria, a cura di Gian Mario Cazzaniga, Turin, Giulio Einaudi, 2006, p. 32-49.
- Les objets du culte maçonnique in Michel Figeac, sous la direction de, L’Ancienne France au quotidien, Vie et choses de la vie sous l’Ancien Régime, Paris, Armand Colin, 2007, p. 363-366.
- « Francs-maçons », La France de la Ve République 1958-2008, sous la direction de Jean Garrigues, Paris, Armand Colin, 2008, p. 327-328.
- « Quand les francs-maçons signent des traités diplomatiques : circulations et échanges maçonniques entre France et Angleterre (1765-1775), "Cultural transfers : France and Britain in the long eighteenth century, Ed. Ann Thomson, Simon Burrows and Edmond Dziembowski with Sophie Audidière, Oxford, Voltaire Foundation, SVEC 2010:04, p. 72-84.
- « Franc-maçonnerie », Michaël Attali, Jean Saint-Martin dir., "Dictionnaire culturel du sport", Paris, Armand Colin, 2010.

### Articles
- Le rayonnement international et le recrutement étranger d'une loge maçonnique au service du négoce protestant : Saint-Jean d'Ecosse à l'Orient de Marseille au XVIIIe sièclepar Pierre-Yves Beaurepaire, Revue historique (1995) lire en ligne sur Gallica
- Les franc-maçons de Marseille, avec Pierre-Yves Beaurepaire Rétroviseur, Entre-Temps - Revue numérique d'histoire actuelle (11/10/2022 )